# FC Mulhouse
Football Club de Mulhouse ( pronunțat  [myluz] ; denumit în mod obișnuit FCM sau pur și simplu Mulhouse ) este un club de fotbal din Franța cu sediul în Mulhouse. Clubul a fost fondat în 1893, în prezent joacă în Championnat National 3, al cincilea nivel al fotbalului francez. Mulhouse își joacă meciurile de acasă pe Stade de l'Ill situat în oraș.